# حمد الصقور
نبذة عن اللاعب: بدأ اللاعب حمد الصقور حياته الرياضية في الفئات السنية لنادي نجران وكان مركزه مهاجم قبل الانتقال لنادي النصر السعودي قبل عدة مواسم حيث كان الفريق النصراوي يعاني في خط الدفاع مما دعى المدرب البلغاري للفريق النصراوي في ذلك الوقت ديمتروف إلى تحويل اللاعب إلى قلب دفاع. يعتبر الصقور من الاعبين المظلومين اعلاميا وجماهيريا إذ انه يقدم مستويات جيده لاكنه لا يسلم من الانتقاد الحاد من الاعلام والجماهير انتقل مع بداية يناير 2010 إلى نادي الرائد و بعدها عاد إلى نادي نجران و أخيرا انتقل إلى نادي الأخدود .

## وصلات خارجية
- حمد الصقور على موقع Soccerway.com (الإنجليزية)
- حمد الصقور على موقع كووورة